# Camila Osoriová
María Camila Osoriová Serranová (nepřechýleně: Osorio Serrano, * 22. prosince 2001 Cúcuta) je kolumbijská profesionální tenistka. Ve své dosavadní kariéře na okruhu WTA Tour vyhrála tři singlové turnaje na bogotském Copa Colsanitas. V rámci okruhu ITF získala tři tituly ve dvouhře.
Na žebříčku WTA byla ve dvouhře nejvýše klasifikována v dubnu 2022 na 33. místě a ve čtyřhře v září 2024 na 167. místě. Trénuje ji Španěl Ricardo Sánchez. Dříve tuto roli plnila Beatriz Garcíaová Vidaganyová.
V juniorském tenise triumfovala jako sedmnáctiletá na zářijovém US Open 2019, když ve finále deklasovala o rok mladší Američanku Alexandru Yepifanovovou. Bodový zisk z ní po skončení učinil juniorskou světovou jedničku na kombinovaném žebříčku ITF. Z Letních olympijských her mládeže 2018 v Buenos Aires si odvezla bronzovou medaili z dvouhry po semifinálové prohře s Francouzkou Clarou Burelovou. V boji o třetí místo pak zdolala Číňanku Wang Sin-jü. Stříbrný kov získala v buenosaireském mixu s krajanem Nicolásem Mejíou.
V kolumbijském týmu Billie Jean King Cupu debutovala v roce 2016 santacruzským blokem 1. skupiny americké zóny proti Paraguayi, v němž vyhrála dvouhru a poražena odešla ze čtyřhry. Kolumbijské hráčky podlehly paraguayským soupeřkám 1:2 na zápasy. Do června 2024 v soutěži nastoupila k čtrnácti mezistátním utkáním s bilancí 11–4 ve dvouhře a 3–4 ve čtyřhře.

## Soukromý život
Narodila se roku 2001 v severokolumbijské Cúcutě do rodiny právních zástupců. V roce 2013, kdy jí bylo dvanáct let, opustila Kolumbii. Začala trénovat v akademii Club Med ve východofloridském Port St. Lucie, aniž by se domluvila anglicky. Otec Carlos i bratr Sebastián Osoriovi hráli profesionálně fotbal. Děd Rolando Serrano byl kolumbijský fotbalový reprezentant. Matka Adriana Serranová se věnovala basketbalu.

## Tenisová kariéra

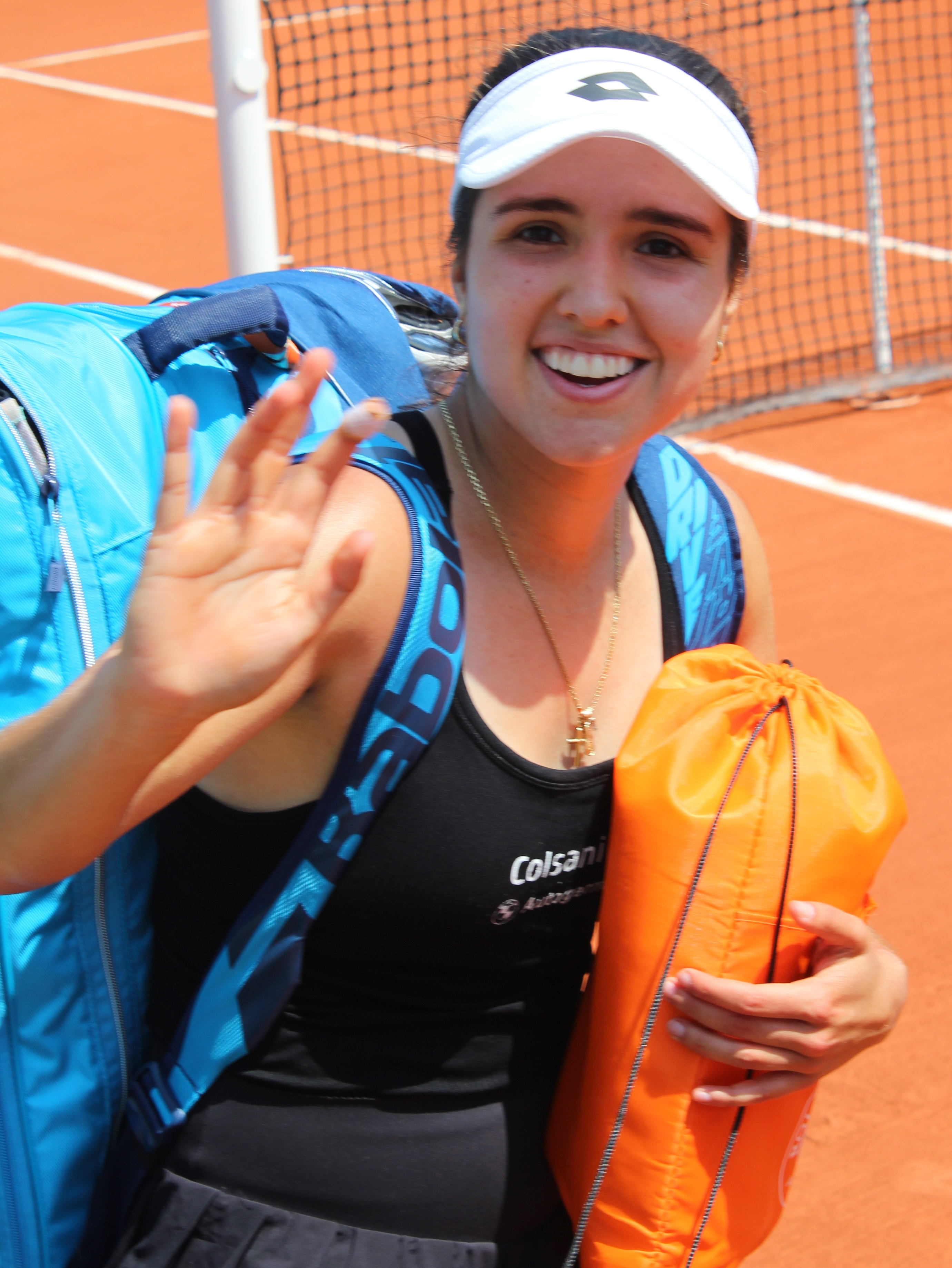
Během French Open 2023

V rámci hlavních soutěží událostí okruhu ITF debutovala v srpnu 2016, když na turnaj v Medellínu s rozpočtem 10 tisíc dolarů obdržela divokou kartu. Ve druhém kole podlehla krajance Yulianě Monroyové. Premiérový titul v této úrovni tenisu vybojovala během listopadu 2018 na cúcutském turnaji dotovaném 15 tisíci dolary. Ve finále přehrála Kolumbijku Yulianu Lizarazovou. Rovněž na navazujícím turnaji v oklahomském Normanu postoupila do finále, kde ji deklasovala nejvýše nasazená kanadská teenagerka Bianca Andreescuová z druhé světové stovky.
Na okruhu WTA Tour debutovala na dubnovém Copa Colsanitas 2019 v Bogotě po zisku divoké karty do singlové i deblové soutěže. Na úvod dvouhry podlehla 115. tenistce žebříčku Anně Blinkovové z Ruska. Následující rok vyhrála na Copa Colsanitas 2019 první zápasy nad Švýcarkou Conny Perrinovou a Američankou Kristie Ahnovou. Ve čtvrtfinále však nenašla recept na pozdější americkou šampionku turnaje, 17letou Amandu Anisimovovou z osmé desítky klasifikace. V sérii WTA 125K zasáhla do TK Sparta Prague Open 2020, na němž ji ve druhé fázi vyřadila 165. žena pořadí Nadia Podoroská z Argentiny. Debut v grandslamové kvalifikaci zaznamenala na zářijovém French Open 2020. V jejím úvodu dohrála na raketě egyptské 172. hráčky žebříčku Majar Šarífové. Do závěrečného kvalifikačního kola postoupila na Australian Open 2021 přes Rakušanku Barbaru Haasovou a Američanku Hailey Baptisteovou. Do hlavní melbournské soutěž ji ovšem nepustila Francouzka z třetí světové stovky Clara Burelová.
Premiérové finále na okruhu WTA Tour odehrála v 19 letech na bogotském Copa Colsanitas 2021, kde startovala na divokou kartu. V téměř tříhodinovém boji o titul zdolala slovinskou turnajovou pětku Tamaru Zidanšekovou po třísetovém průběhu. Z pozice 180. tenistky klasifikace se stala nejníže postavenou šampionkou na túře WTA od 299. v pořadí Margarity Gasparjanové na Tashkent Open 2018. V probíhající sezóně vyhrála trofej jako čtvrtá teenagerka po Ize Świątekové, Claře Tausonové a Leylah Fernandezové. Na úvodním ročníku říjnového Tenerife Ladies Open 2021 postoupila do finále, v němž podlehla Američance Ann Liové. V úvodním kole porazila nasazenou jedničku a úřadující světovou šestku Elinu Svitolinovou ve třech setech.

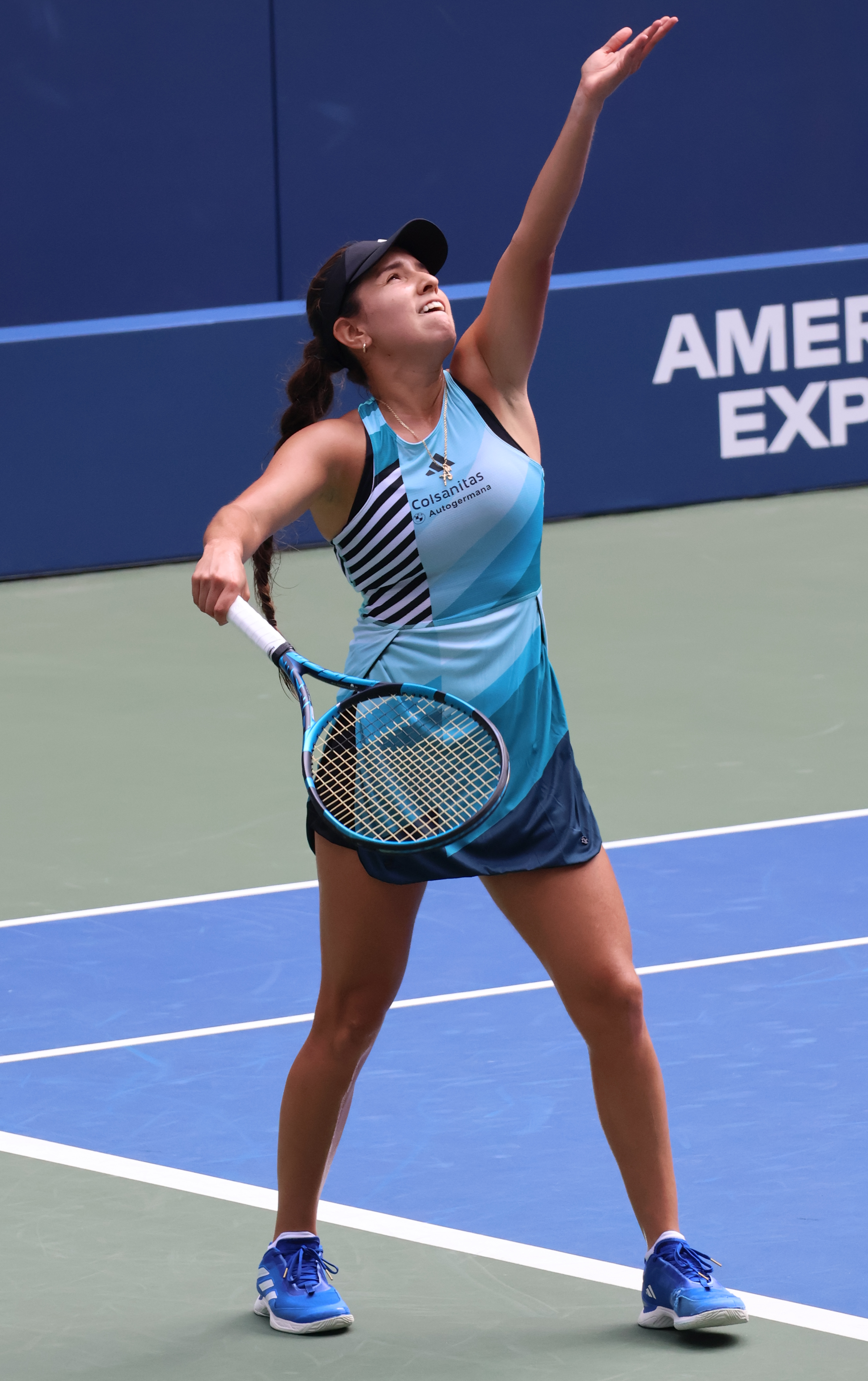
Podání na US Open 2023

I druhou trofej v rámci túry WTA si odvezla z bogotského Copa Colsanitas 2024. Na úvod vyřadila kvalifikankty, Kanaďanku Marinu Stakusicovou s Rumunkou Ancou Todoniovou. V probíhající sezóně tak poprvé vyhrála dvě utkání v řadě. Jediný set ztratila ve čtvrtfinále s dvojnásobnou obhájkyní trofeje Tatjanou Mariovou. V Bogotě ukončila 14zápasovou neporazitelnost Němky. Přes italskou veteránku Saru Erraniovou prošla do finále. V něm přehrála nejvýše nasazenou Češku Marii Bouzkovou po dvousetovém průběhu. Proti světové dvaačtyřicítce vyhrála první vzájemný zápas, po prohrách v Guadalajaře 2022 a Nan-čchangu 2023. Po skončení se posunula na 63. příčku žebříčku. Bogotskou trofej obhájila na Copa Colsanitas 2025 po finálové výhře nad polskou kvalifikantkou Katarzynou Kawaovou ve dvou setech. Po čtyřnásobné šampionce turnaje, Fabiole Zuluagové, vyhrála v Bogotě jako druhá alespoň tři tituly. Blízko vyřazení se ocitla ve druhém kole, v němž odvrátila mečbol Emině Bektasové.

## Finále na okruhu WTA Tour

### Dvouhra: 4 (2–2)
| Legenda            |
| ------------------ |
| Grand Slam (0)     |
| Turnaj mistryň (0) |
| WTA 1000 (0)       |
| WTA 500 (0)        |
| WTA 250 (3–2)      |

| Stav       | č. | datum          | turnaj               | kategorie | povrch | soupeřka ve finále  | výsledek                |
| ---------- | -- | -------------- | -------------------- | --------- | ------ | ------------------- | ----------------------- |
| Vítězka    | 1. | 11. dubna 2021 | Bogota, Kolumbie     | WTA 250   | antuka | Tamara Zidanšeková  | 5–7, 6–3, 6–4           |
| Finalistka | 1. | 24. října 2021 | Tenerife, Španělsko  | WTA 250   | tvrdý  | Ann Liová           | 1–6, 4–6                |
| Finalistka | 2. | 6. března 2022 | Monterrey, Mexiko    | WTA 250   | tvrdý  | Leylah Fernandezová | 7–6(7–5), 4–6, 6–7(3–7) |
| Vítězka    | 2. | 7. dubna 2024  | Bogota, Kolumbie (2) | WTA 250   | antuka | Marie Bouzková      | 6–3, 7–6(7–5)           |
| Vítězka    | 3. | 6. dubna 2025  | Bogota, Kolumbie (3) | WTA 250   | antuka | Katarzyna Kawaová   | 6–3, 6–3                |

## Tituly na okruhu ITF
| Legenda         | Legenda         |
| --------------- | --------------- |
| Turnaje W100    | Turnaje W80     |
| Turnaje W75/W60 | Turnaje W50     |
| Turnaje W35/W25 | Turnaje W15/W10 |

### Dvouhra (3 tituly)
| Č. | datum         | turnaj             | kategorie | povrch | poražená finalistka | výsledek      |
| -- | ------------- | ------------------ | --------- | ------ | ------------------- | ------------- |
| 1. | listopad 2018 | Cúcuta, Kolumbie   | W15       | antuka | Yuliana Lizarazová  | 6–3, 7–6(7–2) |
| 2. | srpen 2019    | Guayaquil, Ekvádor | W25       | antuka | Katerina Stewartová | 7–5, 7–6(7–3) |
| 3. | srpen 2019    | Guayaquil, Ekvádor | W25       | antuka | Katerina Stewartová | 7–5, 6–3      |

## Finále na juniorském Grand Slamu

### Dvouhra juniorek: 1 (1–0)
| Stav    | rok  | turnaj  | povrch | soupeřka ve finále     | výsledek |
| ------- | ---- | ------- | ------ | ---------------------- | -------- |
| Vítězka | 2019 | US Open | tvrdý  | Alexandra Yepifanovová | 6–1, 6–0 |